# Bonnay (Somme)
Bonnay település Franciaországban, Somme megyében. Lakosainak száma 248 fő (2022. január 1.). Bonnay Corbie, Franvillers, Heilly és Lahoussoye községekkel határos.

## Népesség
A település népességének változása:
| Lakosok száma | 240  | 236  | 241  | 237  | 238  | 240  | 241  | 243  | 248  |
|               | 2013 | 2015 | 2016 | 2017 | 2018 | 2019 | 2020 | 2021 | 2022 |